# ميتش وليامز
ميتش وليامز (بالإنجليزية: Michael Richard Williams)‏ هو سياسي أسترالي، ولد في 27 يونيو 1953. حزبياً، نشط في حزب أستراليا الليبرالي (فرع جنوب أستراليا) ‏ (6 ديسمبر 1999 – ). في 1997 South Australian state election ‏، انتخب عضو مجلس النواب جنوب أستراليا من الجمعية عن دائرة Electoral district of MacKillop ‏ وقد انضم خلال فترته النيابية ‏ (11 أكتوبر 1997 – 17 مارس 2018)  للكتلة البرلمانية مستقل.